# IC 4582
IC 4582 — галактика типу SBbc (компактна витягнута галактика) у сузір'ї Північна Корона.
Цей об'єкт міститься в оригінальній редакції індексного каталогу.